# Paul Shenar
Albert Paul Shenar (Milwaukee, Wisconsin, 12 de febrero de 1936-West Hollywood, California, 11 de octubre de 1989), simplemente conocido como Paul Shenar, fue un actor y director de teatro estadounidense, conocido por el papel del cartel boliviano de droga Alejandro Sosa en Scarface (1983). Además, fue uno de los miembros fundadores del American Conservatory Theater.

## Primeros años
Shenar nació en Milwaukee, Wisconsin, hijo de Mary Rosella y de Eugene Joseph Shenar. Era el segundo de cuatro hermanos, siendo John el mayor de ellos y Michael y Marc los otros dos menores. Tenía ascendencia polaca y eslovena.

## Carrera
Shenar se involucró en el teatro desde una temprana edad, trabajando para producciones modestas en Milwaukee. Después de graduarse del instituto, se enlistó en las Fuerzas Aéreas de los Estados Unidos. Después de su carrera militar volvió a la actuación. El actor comenzó a obtener cierta popularidad después de participar en telefilmes de finales de los años 50, como The Night That Panicked America, en la que interpretó a Orson Welles o Ziegfeld: The Man and His Women, donde representó a Florenz Ziegfield, Jr. Además, interpretó al personaje John Carrington en la parte dos de la miniserie Raíces.
En 1983, Shenar ganó popularidad después de interpretar a Alejando Sosa en Scarface de Brian De Palma y a Paulo Rocca en Raw Deal.
Miembro fundador, actor, director y profesor en el American Conservatory Theater (ACT) de San Francisco, interpretó allí más de cuarenta personajes, incluyendo a Hamlet y Edipo Rey. En 1982, obtuvo el papel de Jenner en The secret of NIMH, de Don Bluth.
Shenar continuó actuando a lo largo de finales de los ochenta, realizando una versión teatral de Macbeth en Los Ángeles y apareciendo en películas como Best Seller (1987), Falso Testigo (1987) o Le Grand Bleu (1988). 

## Vida personal
Shenar era homosexual y se sabe que mantuvo una relación sentimental con el actor británico Jeremy Brett desde 1973 hasta 1978. Después de la separación de la pareja, fueron amigos cercanos hasta la muerte de Shenar en 1989.

## Muerte
En 1983, Shenar fue diagnosticado de VIH. Falleció por causa de la enfermedad el 11 de octubre de 1989, a la edad de 53 años. Sus restos fueron cremados y dados a su albacea, Thomas Wiley.

## Filmografía

### Cine
| Año  | Título             | Papel           | Notas |
| ---- | ------------------ | --------------- | ----- |
| 1978 | Lulú               | Ludwig Schon    |       |
| 1982 | The end of August  | Arobin          |       |
| 1982 | The secret of NIMH | Jenner          | Voz   |
| 1983 | Deadly Force       | Joshua Adams    |       |
| 1983 | Scarface           | Alejandro Sosa  |       |
| 1986 | Dream Lover        | Ben Gardner     |       |
| 1986 | Raw Deal           | Paulo Rocca     |       |
| 1987 | Falso Testigo      | Colin Wentworth |       |
| 1987 | Man on Fire        | Ettore          |       |
| 1987 | Best Seller        | David Madlock   |       |
| 1988 | Le Grand Bleu      | Dr. Laurence    |       |

### Televisión
| Year       | Title                               | Papel                      | Notes                                                                    |
| ---------- | ----------------------------------- | -------------------------- | ------------------------------------------------------------------------ |
| 1973       | The ABC Afternoon Playbreak         | Joe Moroni                 | Episodio: "Alone with Terror"                                            |
| 1974       | Columbo                             | Sargento Young             | Episodio: "Publish or Perish"                                            |
| 1974       | Owen Marshall, Counselor at Law     | Blair                      | Episodio: "House of Friends"                                             |
| 1974       | Mannix                              | Johnny Sands               | Episodio: "The Dark Hours"                                               |
| 1974       | Great Performances                  | De Guiche                  | Episodio: "Cyrano de Bergerac"                                           |
| 1974       | The Execution of Private Slovik     | Crawford                   | Telefilme                                                                |
| 1975       | Kojak                               | Arthur Harris              | Episodio: "Night of the Piraeus"                                         |
| 1975       | Petrocelli                          | Archie LaSalle             | Episodio: "Death in Small Doses"                                         |
| 1975       | The Invisible Man                   | Alexi Zartov               | Episodio: "Barnard Wants Out"                                            |
| 1975       | Ellery Queen                        | Announcer Wendell Warren   | Episodio: "The Adventure of Miss Aggie's Farewell Performance"           |
| 1975       | The Night That Panicked America     | Orson Welles               | Telefilme                                                                |
| 1976, 1977 | Hawaii Five-O                       | Chadwick Todd Daniels      | Episodios: "A Killer Grows Wings" "See How She Runs"                     |
| 1976       | The Keegans                         | Rudi Portinari             | Telefilme                                                                |
| 1976       | Gemini Man                          | Charles Edward Royce       | Episodio: "Pilot"                                                        |
| 1976       | The Bionic Woman                    | Dr. Alan Cory              | Episodio: "The Ghosthunter"                                              |
| 1976       | Wonder Woman                        | Teniente Wertz             | Episodios: "The Feminum Mystique: Part 1" "The Feminum Mystique: Part 2" |
| 1977       | Roots                               | John Carrington            | Episodio: "Part II"                                                      |
| 1977       | The Hostage Heart                   | James Cardone              | Telefilme                                                                |
| 1977       | Young Dan'l Boone                   | Hammond                    | Episodio: "The Pirate"                                                   |
| 1977       | Logan's Run                         | David Eakins               | Episodio: "Man Out of Time"                                              |
| 1977       | The Mask of Alexander Cross         | Alexander Cross            | Telefilme                                                                |
| 1978       | Ziegfeld: The Man and His Women     | Florenz Ziegfeld           | Telefilme                                                                |
| 1978       | The Courage and the Passion         | Nick Silcox                | Telefilme                                                                |
| 1978       | Suddenly, Love                      | Jack Graham                | Telefilme                                                                |
| 1979       | Family                              | Bob Gantry                 | Episodio: "Moment of Truth"                                              |
| 1980       | Hart to Hart                        | Michael Shillingford       | Episodio: "Night Horrors"                                                |
| 1980       | Beulah Land                         | Roscoe Corlay              | Miniserie                                                                |
| 1983, 1985 | Dynasty                             | Jason Dehner Justin Dehner | Episodios: "The Search" "Samantha" "The Californians"                    |
| 1983       | Scarecrow and Mrs. King             | James Delano               | Episodio: "Service Above and Beyond"                                     |
| 1984       | Paper Dolls                         | Jonathan Westfield         |                                                                          |
| 1985       | Brass                               | Schuyler Ross              | Telefilme                                                                |
| 1985       | Spenser: For Hire                   | Matthew Lowington          | Episodio: "Discord in a Minor"                                           |
| 1985       | Streets of Justice                  | J. Elliott Sloan           | Telefilme                                                                |
| 1985       | Best of the Football Follies        | Narrador                   | Telefilme                                                                |
| 1986       | Dark Mansions                       | Phillip Drake              | Telefilme                                                                |
| 1986       | Rage of Angels: The Story Continues | Jerry Worth                | Telefilme                                                                |
| 1987       | Time Out for Dad                    | Chase                      | Telefilme                                                                |